# Apostolska nunciatura na Poljskem
Apostolska nunciatura na Poljskem je diplomatsko prestavništvo (veleposlaništvo) Svetega sedeža na Poljskem, ki ima sedež v Varšavi.
Trenutni apostolski nuncij je Celestino Migliore.

## Seznam apostolskih nuncijev
- Cosimo de Torres (17. marec 1621–2. december 1622)
- Antonio Santacroce (16. april 1627–10. marec 1631)
- Pietro Vidoni starejši (28. maj 1652–5. april 1660)
- Antonio Pignatelli del Rastrello (21. maj 1660]] - marec [[1668)
- Galeazzo Marescotti (10. marec 1668–13. avgust 1670)
- Angelo Maria Ranuzzi (13. maj 1671–20. november 1675)
- Francesco Buonvisi (3. november 1672–28. julij 1675)
- Gianantonio Davia (12. februar 1696–10. marec 1698)
- Giulio Piazza (15. julij 1706–15. december 1709)
- Antonio Eugenio Visconti (22. februar 1760–22. november 1766)
- Giuseppe Garampi (20. marec 1772–16. marec 1776)
- Ferdinando Maria Saluzzo (30. julij 1784–14. marec 1794)
- Lorenzo Litta (13. april 1794–11. februar 1797)
- Ambrogio Damiano Achille Ratti (3. julij 1919–13. junij 1921)
- Lorenzo Lauri (25. maj 1921–20. december 1926)
- Filippo Cortesi (13. junij 1921–14. marec 1939)
- Francesco Marmaggi (13. februar 1928–14. marec 1939)
- Filippo Cortesi (24. december 1936–1. februar 1947)
- Luigi Poggi (7. februar 1975–19. april 1986)
- Francesco Colasuonno (9. april 1986–15. marec 1990)
- Józef Kowalczyk (26. avgust 1989–8. maj 2010)
- Celestino Migliore (30. junij 2010–danes]]